# District de Koskela
Le district de Koskela (en finnois : Koskelan suuralue) est un district  de la ville d'Oulu en Finlande. 

## Description
Le district compte 12 599 habitants (31.12.2018).